# Résultats détaillés des championnats d'Europe d'athlétisme 1938
Cet article donne les résultats détaillés des Championnats d'Europe d'athlétisme 1938 qui se sont déroulés du 3 au 5 septembre 1938 à Paris en France pour les hommes (au stade de Colombes) et du 17 au 18 septembre 1938 à Vienne dans le reich allemand.
| Courses : 100 m - 200 m - 400 m - 800 m - 1 500 m - 5 000 m - 10 000 m - Marathon Obstacles : 110 m haies - 80 m haies - 400 m haies - 3 000 m steeple Marche : 50 km Sauts : Hauteur - Longueur - Triple saut - Perche Lancers : Javelot - Disque - Poids - Marteau Relais : 4 × 100 m - 4 × 400 m Épreuves combinées : Décathlon Tableau des médailles — Légende |

## Résultats
Les tableaux présentent les résultats hommes et femmes des épreuves d’athlétisme,.

### 100 m
| Rang | Athlète                   | Performance |
| ---- | ------------------------- | ----------- |
| 1    | Martinus Osendarp (NED)   | 10 s 5 (RC) |
| 2    | Orazio Mariani (ITA)      | 10 s 6      |
| 3    | Lennart Strandberg (SWE)  | 10 s 6      |
| 4    | Wijnand Van Beveren (NED) | 10 s 6      |
| 5    | Arthur Sweeney (GBR)      | 11 s 0      |
| 6    | Bernard Marchand (SUI)    | 11 s 2      |

| Rang | Athlète                      | Performance |
| ---- | ---------------------------- | ----------- |
| 1    | Stanislawa Walasiewicz (POL) | 11 s 9      |
| 2    | Käthe Krauss (GER)           | 12 s 0      |
| 3    | Fanny Blankers-Koen (NED)    | 12 s 0      |
| 4    | Dorothy Saunders (GBR)       | 12 s 1      |
| 5    | Ida Kühnel (GER)             | 12 s 3      |
| 6    | Emmy Albus (GER)             | 12 s 4      |

### 200 m
| Rang | Athlète                 | Performance |
| ---- | ----------------------- | ----------- |
| 1    | Martinus Osendarp (NED) | 21 s 2 (RC) |
| 2    | Jakob Scheuring (GER)   | 21 s 6      |
| 3    | Alan Pennington (GBR)   | 21 s 6      |
| 4    | Julien Saelens (BEL)    | 21 s 7      |
| 5    | Gyula Gyenes (HUN)      | 22 s 1      |
| 6    | Kenneth Jenkins (GBR)   | 22 s 1      |

| Rang | Athlète                      | Performance |
| ---- | ---------------------------- | ----------- |
| 1    | Stanislawa Walasiewicz (POL) | 23 s 8      |
| 2    | Käthe Krauss (GER)           | 24 s 4      |
| 3    | Fanny Blankers-Koen (NED)    | 24 s 9      |
| 4    | Ida Ehrl (GER)               | 25 s 0      |
| 5    | Dorothy Saunders (GBR)       | 25 s 0      |
| 6    | Lilian Chalmers (GBR)        | 25 s 0      |

### 400 m
| Rang | Athlète                      | Performance |
| ---- | ---------------------------- | ----------- |
| 1    | Godfrey Brown (GBR)          | 47 s 4 (RC) |
| 2    | Karl Baumgarten (NED)        | 48 s 2      |
| 3    | Erich Linnhoff (GER)         | 48 s 8      |
| 4    | János Görkói (HUN)           | 48 s 9      |
| 5    | Aki Tammisto (FIN)           | 49 s 1      |
| 6    | Bertil von Wachenfeldt (SWE) | 50 s 0      |

### 800 m
| Rang | Athlète                | Performance       |
| ---- | ---------------------- | ----------------- |
| 1    | Rudolf Harbig (GER)    | 1 min 50 s 6 (RC) |
| 2    | Jacques Lévèque (FRA)  | 1 min 51 s 8      |
| 3    | Mario Lanzi (ITA)      | 1 min 52 s 0      |
| 4    | Sjabbe Bouman (NED)    | 1 min 52 s 3      |
| 5    | Bertil Andersson (SWE) | 1 min 53 s 0      |
| 6    | Tauno Peussa (FIN)     | 1 min 55 s 5      |
| 7    | Paul Faure (FRA)       | N/A               |
| 8    | Lennart Nilsson (SWE)  | N/A               |

### 1 500 m
| Rang | Athlète                | Performance       |
| ---- | ---------------------- | ----------------- |
| 1    | Sydney Wooderson (GBR) | 3 min 53 s 6 (RC) |
| 2    | Joseph Mostert (BEL)   | 3 min 54 s 5      |
| 3    | Luigi Beccali (ITA)    | 3 min 55 s 2      |
| 4    | Niilo Hartikka (FIN)   | 3 min 56 s 5      |
| 5    | Toivo Sarkama (FIN)    | 3 min 56 s 7      |
| 6    | Jan Staniszewski (POL) | 3 min 58 s 4      |
| 7    | James Alford (GBR)     | 4 min 03 s 0      |
| 8    | Ingvar Haglund (SWE)   | 4 min 08 s 2      |

### 5 000 m
| Rang | Athlète                | Performance        |
| ---- | ---------------------- | ------------------ |
| 1    | Taisto Mäki (FIN)      | 14 min 26 s 8 (RC) |
| 2    | Henry Jonsson (SWE)    | 14 min 27 s 4      |
| 3    | Kauko Pekuri (FIN)     | 14 min 29 s 2      |
| 4    | John Emery (GBR)       | 14 min 46 s 2      |
| 5    | Jozef Noji (POL)       | 14 min 47 s 8      |
| 6    | George Carstairs (GBR) | 14 min 51 s 4      |
| 7    | András Csaplár (HUN)   | 14 min 51 s 8      |
| 8    | Roger Rochard (FRA)    | 14 min 55 s 6      |

### 10 000 m
| Rang | Athlète                  | Performance        |
| ---- | ------------------------ | ------------------ |
| 1    | llmari Salminen (FIN)    | 30 min 52 s 4 (RC) |
| 2    | Giuseppe Beviacqua (ITA) | 30 min 53 s 2      |
| 3    | Max Syring (GER)         | 30 min 57 s 8      |
| 4    | Jenö Szilágyi (HUN)      | 30 min 58 s 6      |
| 5    | Thore Tillman (SWE)      | 31 min 06 s 6      |
| 6    | János Kelen (HUN)        | 31 min 16 s 6      |
| 7    | Giuseppe Lippi (ITA)     | 31 min 51 s 6      |
| 8    | André Sicard (FRA)       | 32 min 09 s 6      |

### Marathon
| Rang | Athlète                    | Performance     |
| ---- | -------------------------- | --------------- |
| 1    | Väinö Muinonen (FIN)       | 2 h 37 min 28 s |
| 2    | Squire Yarrow (GBR)        | 2 h 39 min 03 s |
| 3    | Henry Palmé (SWE)          | 2 h 42 min 13 s |
| 4    | Maurice Waltispurger (FRA) | 2 h 44 min 28 s |
| 5    | Erich Puch (GER)           | 2 h 45 min 08 s |
| 6    | Eugen Bertsch (GER)        | 2 h 45 min 21 s |
| 7    | Germain Leriche (FRA)      | 2 h 48 min 21 s |
| 8    | Umberto De Florentis (ITA) | 2 h 49 min 29 s |

### 50 km marche
| Rang | Athlète                  | Performance     |
| ---- | ------------------------ | --------------- |
| 1    | Harold Whitlock (GBR)    | 4 h 41 min 51 s |
| 2    | Herbert Dill (GER)       | 4 h 43 min 54 s |
| 3    | Edgar Bruun (NOR)        | 4 h 44 min 35 s |
| 4    | Fritz Bleiweiss (GER)    | 4 h 45 min 24 s |
| 5    | Antonio De Maestri (ITA) | 4 h 53 min 56 s |
| 6    | Ewald Segerström (SWE)   | 4 h 54 min 06 s |
| 7    | Giuseppe Gobbato (ITA)   | 4 h 56 min 11 s |
| 8    | Antonius Toscani (NED)   | 4 h 58 min 36 s |

### 110 m haies / 80 m haies
| Rang | Athlète                    | Performance |
| ---- | -------------------------- | ----------- |
| 1    | Donald Finlay (GBR)        | 14 s 3 (RE) |
| 2    | Håkan Lidman (SWE)         | 14 s 5      |
| 3    | Jan-Reindert Brasser (NED) | 14 s 8      |
| 4    | John Thornton (GBR)        | 14 s 8      |
| 5    | Karl Kumpmann (GER)        | 15 s 3      |
| 6    | Werner Christen (SUI)      | 15 s 4      |

| Rang | Athlète                  | Performance |
| ---- | ------------------------ | ----------- |
| 1    | Claudia Testoni (ITA)    | 11 s 6 (RM) |
| 2    | Lisa Gelius (GER)        | 11 s 7      |
| 3    | Kitty ter Braake (NED)   | 11 s 8      |
| 4    | Annemarie Westphal (GER) | 12 s 0      |
| 5    | Agatha Doorgeest (NED)   | 12 s 0      |
| 6    | Anni Spitzweg (GER)      | 12 s 1      |

### 400 m haies
| Rang | Athlète                         | Performance |
| ---- | ------------------------------- | ----------- |
| 1    | Prudent Joye (FRA)              | 53 s 1 (RC) |
| 2    | József Kovács (HUN)             | 53 s 3      |
| 3    | Kell Areskoug (SWE)             | 53 s 6      |
| 4    | Georg Glaw (GER)                | 54 s 2      |
| 5    | Friedrich-Wilhelm Hölling (GER) | 54 s 6      |
| 6    | Werner Kellerhals (SUI)         | 55 s 0      |

### 3 000 m steeple
| Rang | Athlète                     | Performance  |
| ---- | --------------------------- | ------------ |
| 1    | Lars Larsson (SWE)          | 9 min 16 s 2 |
| 2    | Ludwig Kaindl (GER)         | 9 min 19 s 2 |
| 3    | Alf Lindblad (FIN)          | 9 min 21 s 4 |
| 4    | Kaarlo Tuominen (FIN)       | 9 min 28 s 6 |
| 5    | Roger Cuzol (FRA)           | 9 min 42 s 2 |
| 6    | Gaston Tinard (FRA)         | 9 min 43 s 0 |
| 7    | Ferdinando Migliaccio (ITA) | 9 min 45 s 2 |
| 8    | Waclaw Soldan (POL)         | 9 min 58 s 4 |

### Relais 4 × 100 m
| Rang | Athlète                                                                  | Performance |
| ---- | ------------------------------------------------------------------------ | ----------- |
| 1    | Allemagne Manfred Kersch Gerd Hornberger Karl Neckermann Jakob Scheuring | 40 s 9 (RC) |
| 2    | Suède Gösta Klemming Åke Stenqvist Lennart Lindgren Lennart Strandberg   | 41 s 1      |
| 3    | Royaume-Uni Maurice Scarr Godfrey Brown Arthur Sweeney Ernest Page       | 41 s 2      |
| 4    | Italie Gianni Caldana Tullio Gonnelli Edoardo Daelli Orazio Mariani      | 41 s 3      |

| Rang | Athlètes                                                                              | Performance |
| ---- | ------------------------------------------------------------------------------------- | ----------- |
| 1    | Allemagne Josefine Kohl Käthe Krauss Emmy Albus Ida Kühnel                            | 46 s 8      |
| 2    | Pologne Jadwiga Gawronska Barbara Ksiazkiewicz Otylia Kaluzowa Stanisława Walasiewicz | 48 s 3      |
| 3    | Italie Maria Alfero Maria Apollonio Rosetta Cattaneo Italia Lucchini                  | 49 s 4      |
| 4    | Royaume de Hongrie                                                                    | 50 s 8      |
| 5    | Norvège                                                                               | 51 s 1      |
| 6    | Royaume-Uni                                                                           | disq.       |

### Relais 4 × 400 m
| Rang | Athlètes                                                                          | Performance       |
| ---- | --------------------------------------------------------------------------------- | ----------------- |
| 1    | Allemagne Hermann Blacejezak Manfred Bues Erich Linnhoff Rudolf Harbig            | 3 min 13 s 7 (RC) |
| 2    | Royaume-Uni John Barnes Alfred Baldwin Alan Pennington Godfrey Brown              | 3 min 14 s 9      |
| 3    | Suède Lars Nilsson Carl Hendrik Gustafsson Börje Thomasson Bertil von Wachenfeldt | 3 min 17 s 3      |
| 4    | France Joseph Bertolino André Gardien Jacques Lévèque Prudent Joye                | 3 min 18 s 3      |
| 5    | Italie                                                                            | 3 min 19 s 7      |
| 6    | Royaume de Hongrie                                                                | 3 min 22 s 9      |

### Saut en hauteur
| Rang | Athlète              | Performance |
| ---- | -------------------- | ----------- |
| 1    | Kurt Lundqvist (SWE) | 1,97 m      |
| 2    | Kalevi Kotkas (FIN)  | 1,94 m      |
| 3    | Lauri Kalima (FIN)   | 1,94 m      |
| 4    | Åke Ödmark (SWE)     | 1,90 m      |
| 4    | Erik Stai (NOR)      | 1,90 m      |
| 6    | Harry Stubbs ( GBR ) | 1,85 m      |
| 6    | Jean Moiroud (FRA)   | 1,85 m      |
| 8    | Janos Cserna (HUN)   | 1,85 m      |

| Rang | Athlète                       | Performance |
| ---- | ----------------------------- | ----------- |
| 1    | Ibolya Csak (HUN)             | 1,64 m      |
| 2    | Nelly van Balen Blanken (NED) | 1,64 m      |
| 3    | Feodora zu Solms (GER)        | 1,64 m      |
| 4    | Dorothy Cosnett (GBR)         | 1,58 m      |
| 5    | Dora Gardner (GBR)            | 1,58 m      |
| 6    | Ilsebill Pfenning (SUI)       | 1,55 m      |
| 7    | Karin Färnström (SWE)         | 1,55 m      |
| 8    | Wanda Nowak (GER)             | 1,50 m      |

### Saut en longueur
| Rang | Athlète               | Performance |
| ---- | --------------------- | ----------- |
| 1    | Wilhelm Leichum (GER) | 7,65 m (RC) |
| 2    | Arturo Maffei (ITA)   | 7,61 m      |
| 3    | Luz Long (GER)        | 7,56 m      |
| 4    | Gyula Gyuricza (HUN)  | 7,27 m      |
| 5    | Ruudi Toomsalu (EST)  | 7,24 m      |
| 6    | William Breach (GBR)  | 7,15 m      |
| 7    | Jean Studer (SUI)     | 7,14 m      |
| 8    | Jean Baudry (FRA)     | 7,11 m      |

| Rang | Athlète                      | Performance |
| ---- | ---------------------------- | ----------- |
| 1    | Irmgard Praetz (GER)         | 5,88 m      |
| 2    | Stanislawa Walasiewicz (POL) | 5,81 m      |
| 3    | Gisela Voss (GER)            | 5,47 m      |
| 4    | Ethel Raby (GBR)             | 5,44 m      |
| 5    | Veronika Kohlbach (GER)      | 5,41 m      |
| 6    | Vedder Schenk (GBR)          | 5,34 m      |
| 7    | Inge Schmidt-Nielsen (DEN)   | 5,27 m      |
| 8    | Henryka Slomczewska (POL)    | 5,15 m      |

### Saut à la perche
| Rang | Athlète                 | Performance |
| ---- | ----------------------- | ----------- |
| 1    | Karl Sutter (GER)       | 4,05 m (RC) |
| 2    | Bo Ljungberg (SWE)      | 4,00 m      |
| 3    | Pierre Ramadier (FRA)   | 4,00 m      |
| 4    | Wilhelm Schneider (POL) | 4,00 m      |
| 5    | Mario Romeo (ITA)       | 4,00 m      |
| 6    | Aulis Reinikka (FIN)    | 3,90 m      |
| 7    | Richard Webster (GBR)   | 3,80 m      |
| 8    | Richard Kiipsaar (EST)  | 3,70 m      |

### Triple saut
| Rang | Athlète                  | Performance  |
| ---- | ------------------------ | ------------ |
| 1    | Onni Rajasaari (FIN)     | 15,32 m (RC) |
| 2    | Jouko Norén (FIN)        | 14,95 m      |
| 3    | Karl Kotratschek (GER)   | 14,73 m      |
| 4    | Ioannis Palamiotis (GRE) | 14,70 m      |
| 5    | Vittorio Turco (ITA)     | 14,64 m      |
| 6    | Lennart Andersson (SWE)  | 14,56 m      |
| 7    | Franco Bini (ITA)        | 13,96 m      |
| 8    | Jean Nichil (FRA)        | 13,88 m      |

### Lancer du javelot
| Rang | Athlète                 | Performance  |
| ---- | ----------------------- | ------------ |
| 1    | Matti Järvinen (FIN)    | 76,87 m (RC) |
| 2    | Yrjö Nikkanen (FIN)     | 75,00 m      |
| 3    | József Várszegi (HUN)   | 72,78 m      |
| 4    | Gustav Sule (EST)       | 70,50 m      |
| 5    | Friedrich Issak (EST)   | 70,23 m      |
| 6    | Lennart Atterwall (SWE) | 68,58 m      |
| 7    | Gerhard Stöck (GER)     | 65,34 m      |
| 8    | Oskar Opelt (LUX)       | 58,83 m      |

| Rang | Athlète                      | Performance |
| ---- | ---------------------------- | ----------- |
| 1    | Lisa Gelius (GER)            | 45,58 m     |
| 2    | Suse Pastoors (GER)          | 44,14 m     |
| 3    | Luise Krüger (GER)           | 42,49 m     |
| 4    | Lux Stiefel (SUI)            | 40,50 m     |
| 5    | Ida Aldzere-Puce (LAT)       | 40,20 m     |
| 6    | Stanislawa Walasiewicz (POL) | 33,33 m     |
| 7    | Irja Lipasti (FIN)           | 31,93 m     |
| 8    | Britta Awall (SWE)           | 31,90 m     |

### Lancer du disque
| Rang | Athlète                 | Performance |
| ---- | ----------------------- | ----------- |
| 1    | Wilhelm Schröder (GER)  | 49,70 m     |
| 2    | Giorgio Oberweger (ITA) | 49,48 m     |
| 3    | Gunnar Bergh (SWE)      | 48,72 m     |
| 4    | Kalevi Kotkas (FIN)     | 48,63 m     |
| 5    | Adolfo Consolini (ITA)  | 48,02 m     |
| 6    | Jenö Kulitzy (HUN)      | 47,19 m     |
| 7    | Jules Noël (FRA)        | 46,65 m     |
| 8    | Reidar Sorlie (NOR)     | 46,36 m     |

| Rang | Athlète                 | Performance |
| ---- | ----------------------- | ----------- |
| 1    | Gisela Mauermayer (GER) | 44,80 m     |
| 2    | Hilde Sommer (GER)      | 40,95 m     |
| 3    | Paula Mollenhauer (GER) | 39,81 m     |
| 4    | Birgit Lundström (SWE)  | 38,11 m     |
| 5    | Genowefa Cejzik (POL)   | 36,51 m     |
| 6    | Gabre Gabric (ITA)      | 35,53 m     |
| 7    | Anna Niesink (NED)      | 35,48 m     |
| 8    | Bevis Reid (GBR)        | 34,19 m     |

### Lancer du poids
| Rang | Athlète                | Performance  |
| ---- | ---------------------- | ------------ |
| 1    | Aleksander Kreek (EST) | 15,83 m (RC) |
| 2    | Gerhard Stöck (GER)    | 15,59 m      |
| 3    | Hans Woellke (GER)     | 15,52 m      |
| 4    | Sulo Bärlund (FIN)     | 15,07 m      |
| 5    | Gunnar Bergh (SWE)     | 14,92 m      |
| 6    | Jaroslav Vitek (TCH)   | 14,77 m      |
| 7    | Angiolo Profeti (ITA)  | 14,67 m      |
| 8    | Witold Gerutto (POL)   | 14,41 m      |

| Rang | Athlète                 | Performance |
| ---- | ----------------------- | ----------- |
| 1    | Hermine Schröder (GER)  | 13,29 m     |
| 2    | Gisela Mauermayer (GER) | 13,27 m     |
| 3    | Wanda Flakowicz (POL)   | 12,55 m     |
| 4    | Helma Wessel (GER)      | 12,55 m     |
| 5    | Bevis Reid (GBR)        | 12,10 m     |
| 6    | Ida Aldzere-Puce (LAT)  | 11,70 m     |
| 7    | Genowefa Cejzik (POL)   | 11,68 m     |
| 8    | Irja Lipasti (FIN)      | 11,64 m     |

### Lancer du marteau
| Rang | Athlète                 | Performance  |
| ---- | ----------------------- | ------------ |
| 1    | Karl Hein (GER)         | 58,77 m (RC) |
| 2    | Erwin Blask (GER)       | 57,34 m      |
| 3    | Oscar Malmbrandt (SWE)  | 51,23 m      |
| 4    | Gosta Hannula (FIN)     | 49,84 m      |
| 5    | Joseph Wirtz (FRA)      | 48,75 m      |
| 6    | Silvio Nido (SUI)       | 46,68 m      |
| 7    | Jussi Anttalainen (FIN) | 44,59 m      |
| 8    | Robert Saint-Pé (FRA)   | 42,61 m      |

### Décathlon
| Rang | Athlète               | Performance    |
| ---- | --------------------- | -------------- |
| 1    | Olle Bexell (SWE)     | 7 214 pts (RC) |
| 2    | Witold Gerutto (POL)  | 7 006 pts      |
| 3    | Josef Neumann (SUI)   | 6 664 pts      |
| 4    | Rudolf Glötzner (GER) | 6 492 pts      |
| 5    | Raymond Anet (SUI)    | 6 118 pts      |
| 6    | Jerzy Plawczyk (POL)  | 5 946 pts      |
| 7    | Jean Balezo (FRA)     | 5 503 pts      |
| 8    | Hervé Mahé (FRA)      | 5 346 pts      |

## Légende
- RE : record d'Europe
- RC : record des Championnats
- RN : record national
- disq. : disqualification
- ab. : abandon